# 진우SMC
주식회사 진우SMC는 대한민국의 특장차 제조업체이다.